# Бегдан (Решт)
Бегдан (перс. بهدان) — село в Ірані, у дегестані Есламабад, у бахші Санґар, шагрестані Решт остану Ґілян. За даними перепису 2006 року, його населення становило 1227 осіб, що проживали у складі 324 сімей.

## Клімат
Середня річна температура становить 14,16 °C, середня максимальна – 27,87 °C, а середня мінімальна – -1,12 °C. Середня річна кількість опадів – 1079 мм.
| Клімат поселення                              | Клімат поселення | Клімат поселення | Клімат поселення | Клімат поселення | Клімат поселення | Клімат поселення | Клімат поселення | Клімат поселення | Клімат поселення | Клімат поселення | Клімат поселення | Клімат поселення | Клімат поселення |
| Показник                                      | Січ.             | Лют.             | Бер.             | Квіт.            | Трав.            | Черв.            | Лип.             | Серп.            | Вер.             | Жовт.            | Лист.            | Груд.            |                  |
| Середній максимум, °C                         | 9,12             | 10,22            | 12,30            | 17,61            | 21,73            | 26,00            | 27,87            | 27,82            | 23,94            | 21,06            | 16,87            | 11,88            |                  |
| Середня температура, °C                       | 4,00             | 5,11             | 7,18             | 12,50            | 16,60            | 20,87            | 23,57            | 23,53            | 19,66            | 16,77            | 12,58            | 7,59             |                  |
| Середній мінімум, °C                          | −1,12            | −0,01            | 2,05             | 7,38             | 11,47            | 15,77            | 19,29            | 19,24            | 15,37            | 12,47            | 8,30             | 3,30             |                  |
| Норма опадів, мм                              | 112              | 92               | 86               | 53               | 46               | 30               | 28               | 53               | 111              | 168              | 154              | 146              |                  |
| Середньомісячна швидкість вітру, м/с          | 2.28             | 2.40             | 2.40             | 2.36             | 2.28             | 2.29             | 2.54             | 2.24             | 2.03             | 2.09             | 1.93             | 1.98             |                  |
| Середньомісячна сонячна радіація, кДж/м²·день | 6932             | 9037             | 11108            | 15703            | 19783            | 21708            | 22500            | 19102            | 15785            | 10952            | 8671             | 6648             |                  |
| --------------------------------------------- | ---------------- | ---------------- | ---------------- | ---------------- | ---------------- | ---------------- | ---------------- | ---------------- | ---------------- | ---------------- | ---------------- | ---------------- | ---------------- |
| Джерело:                                      |                  |                  |                  |                  |                  |                  |                  |                  |                  |                  |                  |                  |                  |